# Leichtathletik-Weltmeisterschaften 2007/100 m der Männer

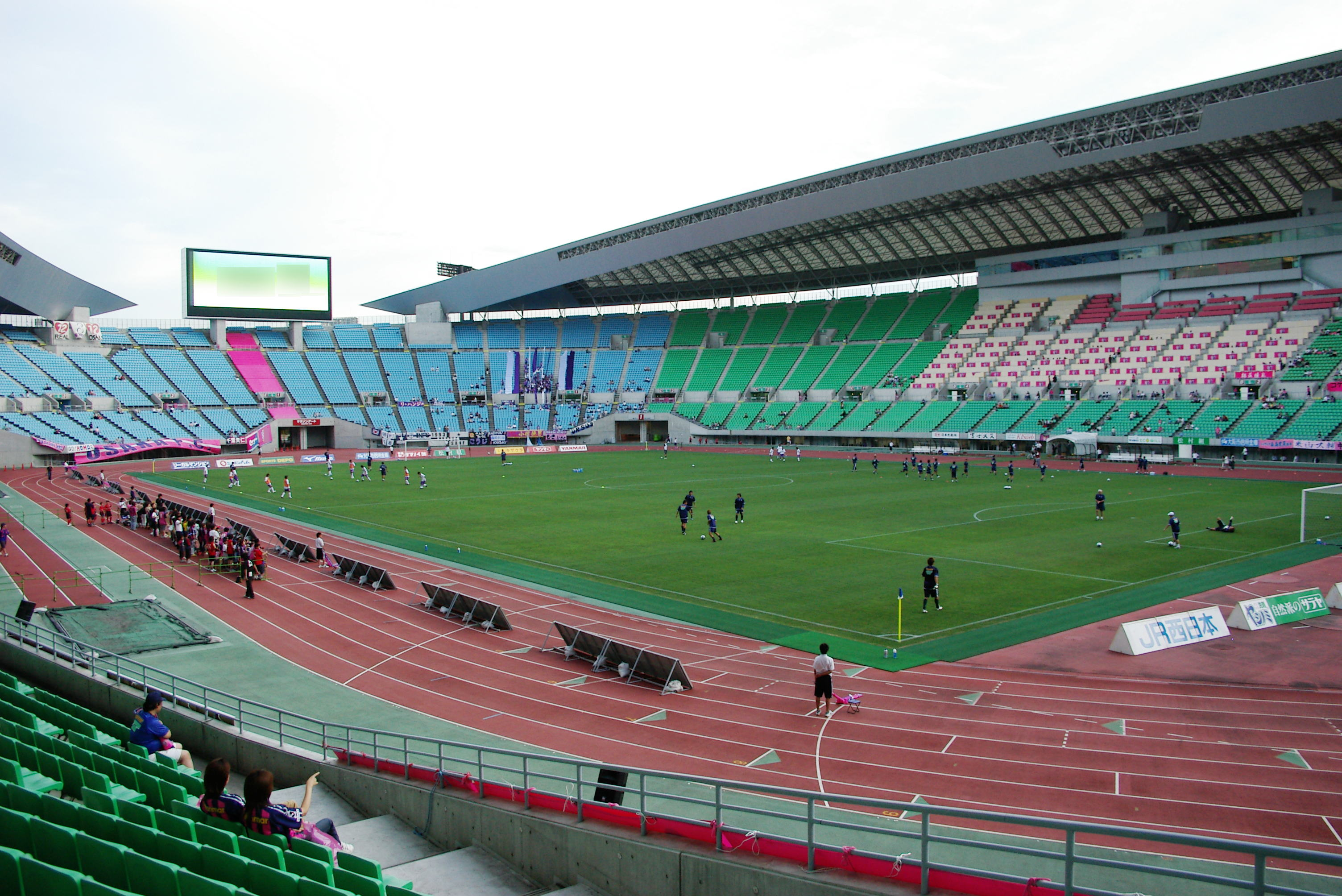
Das Nagai-Stadion in Osaka im Jahr 2004

Der 100-Meter-Lauf der Männer bei den Leichtathletik-Weltmeisterschaften 2007 wurde am 25. August und 26. August 2007 im Nagai-Stadion der japanischen Stadt Osaka ausgetragen.
Seinen ersten von drei Titeln errang der US-Amerikaner Tyson Gay. Er gewann vier Tage später auch das Rennen über 200 Meter und war außerdem am vorletzten Tag als Mitglied der 4-mal-100-Meter-Staffel seines Landes siegreich.

Mit Landesrekord trotz eines Gegenwinds von 0,5 m/s errang Derrick Atkins aus Bahamas die Silbermedaille. Bei den Zentralamerika- und Karibikmeisterschaften hatte er 2005 mit der Sprintstaffel seines Landes Bronze gewonnen.

Auf den dritten Rang kam der eigentlich als Favorit angetretene Weltrekordinhaber Asafa Powell aus Jamaika, der als Schlussläufer mit seiner 4-mal-100-Meter-Staffel sechs Tage später noch eine Silbermedaille errang.

Das Finale war das einzige 100-Meter-Rennen bei diesen Weltmeisterschaften mit einem Resultat unter zehn Sekunden. Die ersten drei Sprinter konnten diese Marke unterbieten.

## Bestehende Rekorde
| Weltrekord               | 9,77 s | Asafa Powell   | Athen, Griechenland         | 14. Juni 2005   |
| Weltrekord               | 9,77 s | Asafa Powell   | Gateshead, Großbritannien   | 11. Juni 2006   |
| Weltrekord               | 9,77 s | Asafa Powell   | Zürich, Schweiz             | 18. August 2006 |
| Weltmeisterschaftsrekord | 9,80 s | Maurice Greene | WM 1999 in Sevilla, Spanien | 22. August 1999 |

Der bestehende WM-Rekord wurde bei diesen Weltmeisterschaften nicht eingestellt und nicht verbessert.
Es wurden drei Landesrekorde aufgestellt:

- 10,55 s – Sébastien Gattuso (Monaco), 7. Vorlauf am 25. August bei einem Gegenwind von 0,1 m/s
- 10,13 s – Matic Osovnikar (Slowenien), 1. Viertelfinallauf am 25. August bei einem Rückenwind von 0,8 m/s
- 09,91 s – Derrick Atkins (Bahamas), Finale am 26. August bei einem Gegenwind von 0,5 m/s

## Vorrunde
Die Vorrunde wurde in acht Läufen durchgeführt. Die ersten drei Athleten pro Lauf – hellblau unterlegt – sowie die darüber hinaus acht zeitschnellsten Läufer – hellgrün unterlegt – qualifizierten sich für das Viertelfinale.

### Vorlauf 1

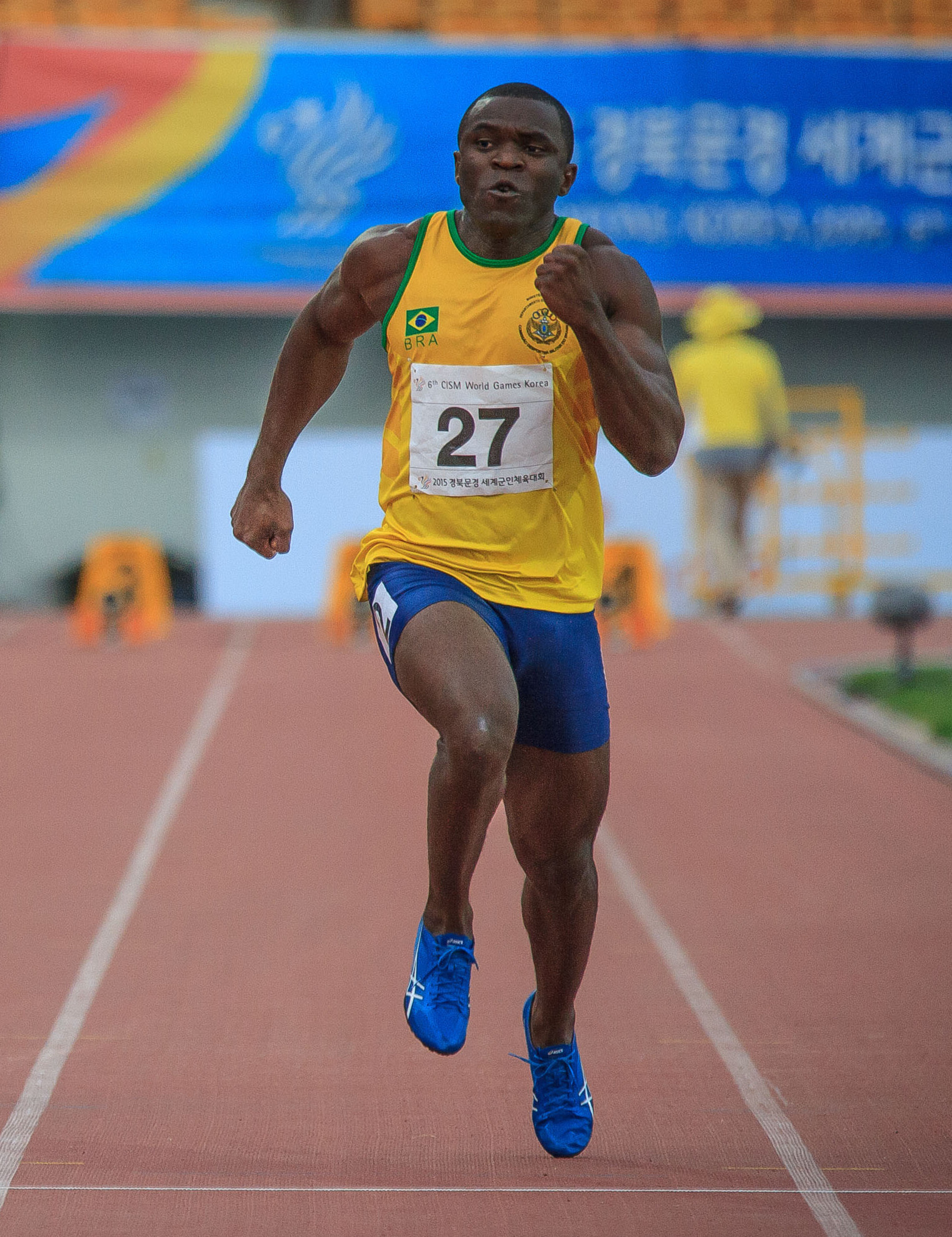
Als Fünfter seines Vorlaufs erreichte José Carlos Moreira nicht die nächste Runde

25. August 2007, 12:10 Uhr
Wind: +1,0 m/s
| Platz | Name                | Nation              | Zeit (s) |
| ----- | ------------------- | ------------------- | -------- |
| 1     | Nobuharu Asahara    | Japan               | 10,14    |
| 2     | Tyson Gay           | USA                 | 10,19    |
| 3     | Sherwin Vries       | Südafrika           | 10,30    |
| 4     | Kim Collins         | St. Kitts und Nevis | 10,34    |
| 5     | José Carlos Moreira | Brasilien           | 10,46    |
| 6     | Muhammad Patoniah   | Indonesien          | 10,92    |
| 7     | Tyrone Omar         | Nördliche Marianen  | 11,00    |
| 8     | Iowane Dovumatua    | Fidschi             | 11,09    |
| 9     | Tim Natua           | Kiribati            | 11,51    |

### Vorlauf 2

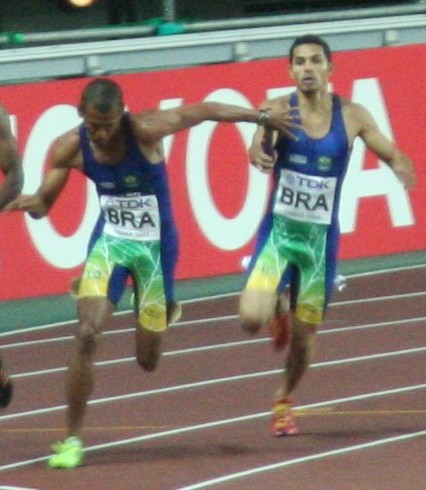
Sandro Viana (links, als Schlussläufer der brasilianischen Staffel) schied als Fünfter seines Vorlaufs aus

25. August 2007, 12:17 Uhr
Wind: +1,0 m/s
| Platz | Name                  | Nation              | Zeit (s) |
| ----- | --------------------- | ------------------- | -------- |
| 1     | Brendan Christian     | Antigua und Barbuda | 10,16    |
| 2     | Craig Pickering       | Großbritannien      | 10,24    |
| 3     | Derrick Atkins        | Bahamas             | 10,25    |
| 4     | Olusoji Fasuba        | Nigeria             | 10,27    |
| 5     | Sandro Viana          | Brasilien           | 10,46    |
| 6     | Darren Gilford        | Malta               | 10,92    |
| 7     | Kieron Rogers         | Anguilla            | 11,05    |
| 8     | Reginaldo Micha Ndong | Äquatorialguinea    | 11,59    |
| 9     | Tika Ram Tharu        | Nepal               | 11,83    |

### Vorlauf 3

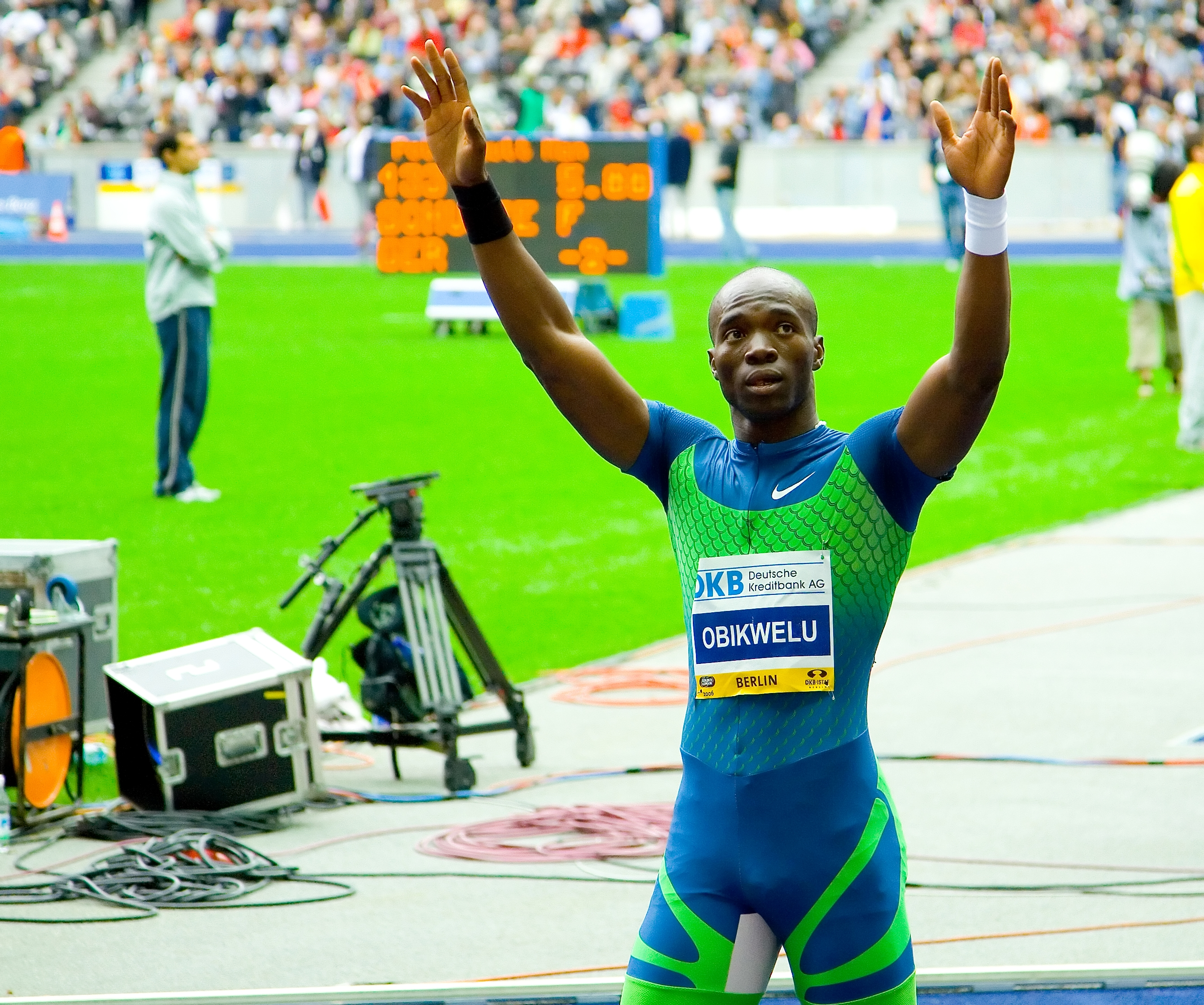
Francis Obikwelu – nach Fehlstart disqualifiziert

25. August 2007, 12:24 Uhr
Wind: −1,5 m/s
| Platz | Name                  | Nation                       | Zeit (s)                    |
| ----- | --------------------- | ---------------------------- | --------------------------- |
| 1     | Marlon Devonish       | Großbritannien               | 10,13                       |
| 2     | Matic Osovnikar       | Slowenien                    | 10,21                       |
| 3     | Simone Collio         | Italien                      | 10,22                       |
| 4     | Gibrilla Pato Bangura | Sierra Leone                 | 10,50                       |
| 5     | Berenger Aymard Bossé | Zentralafrikanische Republik | 10,59                       |
| 6     | JJ Capelle            | Nauru                        | 11,02                       |
| 7     | Pao Hin Fong          | Macau                        | 11,21                       |
| DSQ   | Francis Obikwelu      | Portugal                     | IAAF Rule 162.8 – Fehlstart |

### Vorlauf 4

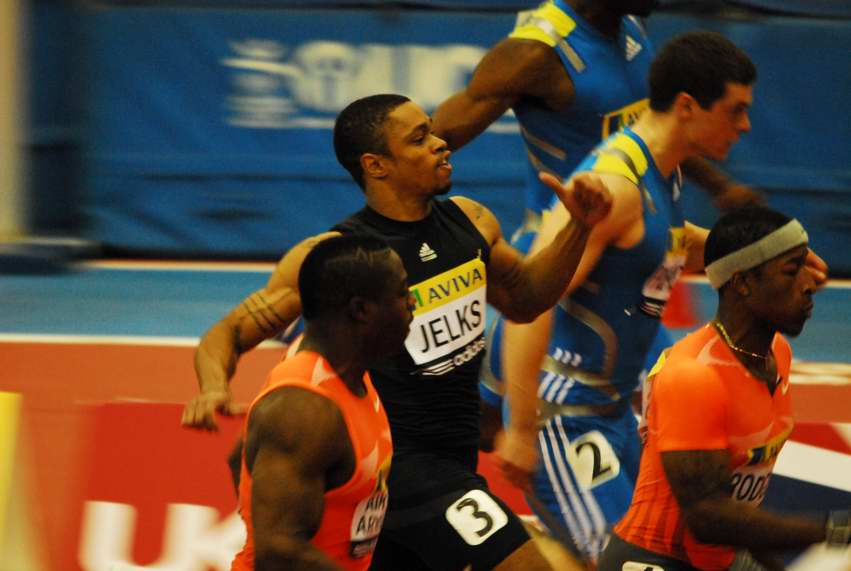
Mark Jelks scheiterte unglücklich als Letzter seines Vorlaufs

25. August 2007, 12:31 Uhr
Wind: −1,5 m/s
| Platz | Name                  | Nation              | Zeit (s) |
| ----- | --------------------- | ------------------- | -------- |
| 1     | Richard Thompson      | Trinidad und Tobago | 10,29    |
| 2     | Anson Henry           | Kanada              | 10,31    |
| 3     | Ángel David Rodríguez | Spanien             | 10,37    |
| 4     | Idrissa Sanou         | Burkina Faso        | 10,61    |
| 5     | Franklin Nazareno     | Ecuador             | 10,73    |
| 6     | Chris Meke Walasi     | Salomonen           | 11,07    |
| 7     | Sloane Sanitoa        | Amerikanisch-Samoa  | 12,64    |
| 8     | Mark Jelks            | USA                 | 13,64    |

### Vorlauf 5
25. August 2007, 12:38 Uhr
Wind: −0,1 m/s
| Platz | Name                      | Nation        | Zeit (s) |
| ----- | ------------------------- | ------------- | -------- |
| 1     | Henry Vizcaíno            | Kuba          | 10,21    |
| 2     | Clement Campbell          | Jamaika       | 10,31    |
| 3     | Vicente de Lima           | Brasilien     | 10,34    |
| 4     | J-Mee Samuels             | USA           | 10,39    |
| 5     | Wilfried Bingangoye       | Gabun         | 10,53    |
| 6     | Yahya Hassan I. Habeeb    | Saudi-Arabien | 10,65    |
| 7     | Aisea Tohi                | Tonga         | 11,10    |
| 8     | Muhammad Haziq Haji Awang | Brunei        | 11,22    |

### Vorlauf 6

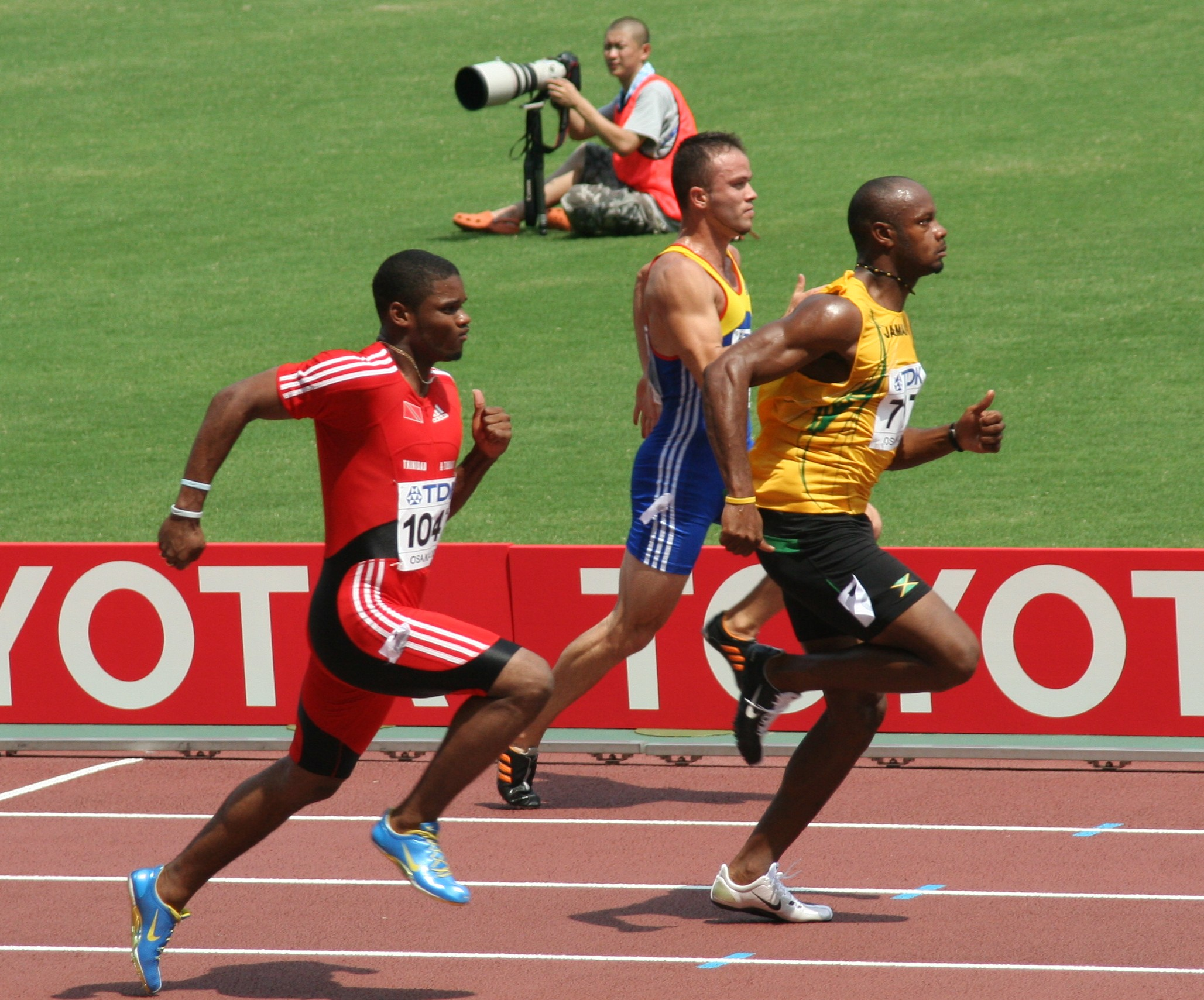
Sechster Vorlauf (v. l. n. r.):: Keston Bledman, Florin Suciu, Asafa Powell
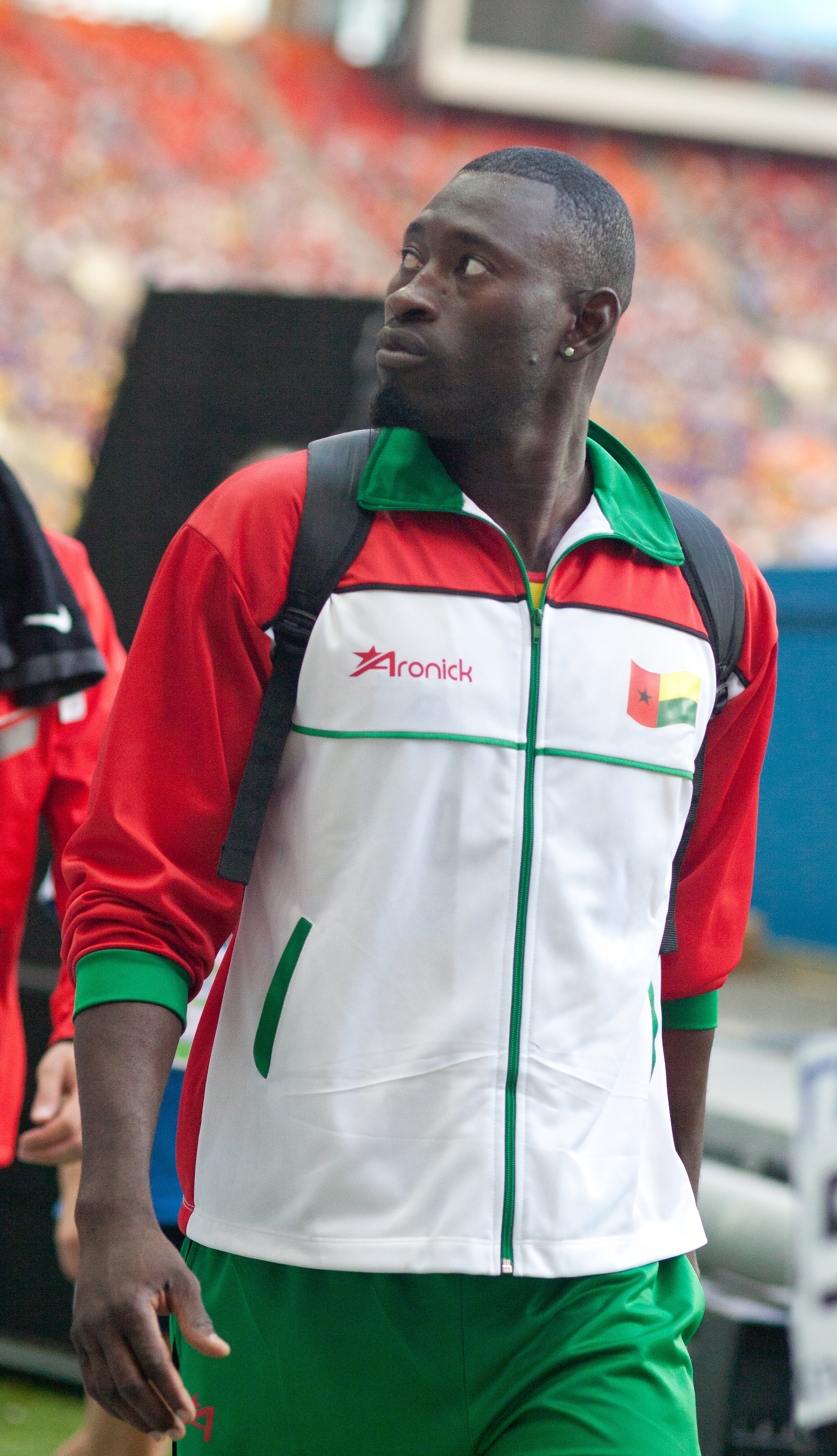
Holder da Silva – als Fünfter seines Vorlaufs ausgeschieden

25. August 2007, 12:45 Uhr
Wind: +1,5 m/s
| Platz | Name              | Nation              | Zeit (s) |
| ----- | ----------------- | ------------------- | -------- |
| 1     | Keston Bledman    | Trinidad und Tobago | 10,29    |
| 2     | Asafa Powell      | Jamaika             | 10,34    |
| 3     | Martial Mbandjock | Frankreich          | 10,36    |
| 4     | Florin Suciu      | Rumänien            | 10,38    |
| 5     | Holder da Silva   | Guinea-Bissau       | 10,68    |
| 6     | Ruslan Abbasow    | Aserbaidschan       | 10,72    |
| 7     | Boris Savić       | Montenegro          | 10,88    |
| 8     | Moussa Camara     | Guinea              | 11,49    |
| 9     | Odingo Gordon     | Montserrat          | 11,58    |

### Vorlauf 7

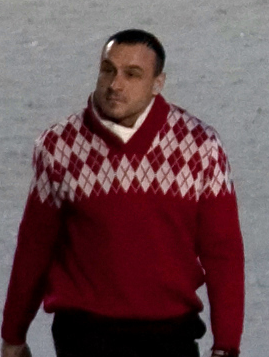
Sébastien Gattuso erreichte trotz monegassischen Landesrekords nicht das Viertelfinale

25. August 2007, 12:52 Uhr
Wind: −0,1 m/s
| Platz | Name              | Nation                             | Zeit (s) |
| ----- | ----------------- | ---------------------------------- | -------- |
| 1     | Nesta Carter      | Jamaika                            | 10,17    |
| 2     | Naoki Tsukahara   | Japan                              | 10,20    |
| 3     | Patrick Johnson   | Australien                         | 10,25    |
| 4     | Rosario La Mastra | Italien                            | 10,27    |
| 5     | Sébastien Gattuso | Monaco                             | 10,55 NR |
| 6     | Jurgen Themen     | Suriname                           | 10,96    |
| 7     | Jack Howard       | Föderierte Staaten von Mikronesien | 11,03    |
| 8     | Dayne O’Hara      | Norfolkinsel                       | 11,86    |
| DNF   | Samuel Francis    | Katar                              |          |

### Vorlauf 8
25. August 2007, 12:59 Uhr
Wind: −1,0 m/s
| Platz | Name               | Nation                   | Zeit (s) |
| ----- | ------------------ | ------------------------ | -------- |
| 1     | Churandy Martina   | Niederländische Antillen | 10,16    |
| 2     | Mark Lewis-Francis | Großbritannien           | 10,21    |
| 3     | Marc Burns         | Trinidad und Tobago      | 10,22    |
| 4     | Joshua Ross        | Australien               | 10,34    |
| 5     | Dariusz Kuć        | Polen                    | 10,42    |
| 6     | Jan Žumer          | Slowenien                | 10,45    |
| 7     | Mounir Mahadi      | Tschad                   | 11,24    |
| 8     | Waleed Anwari      | Afghanistan              | 11,75    |

## Viertelfinale
Aus den vier Viertelfinalläufen qualifizierten sich die jeweils ersten vier Athleten – hellblau unterlegt – für das Halbfinale.

### Viertelfinallauf 1

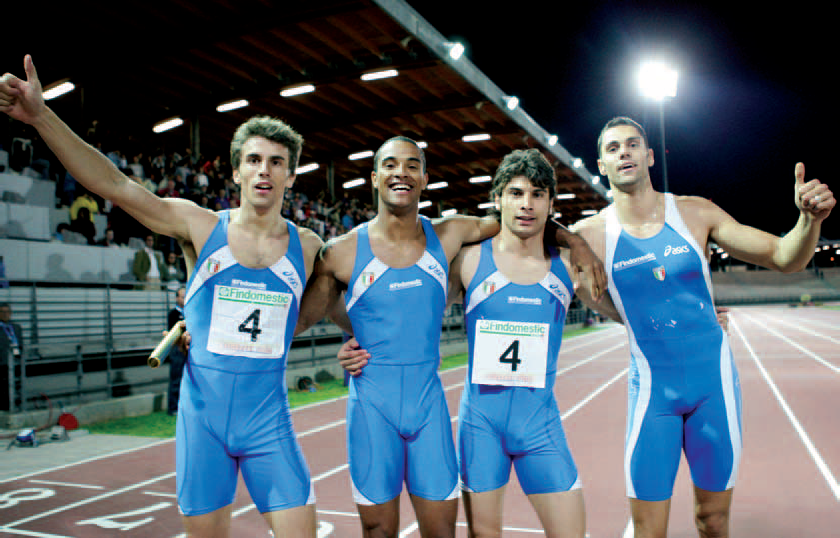
Als Fünfter seines Rennens verpasste Rosario La Mastra (Zweiter von rechts) das Halbfinale um einen Rang
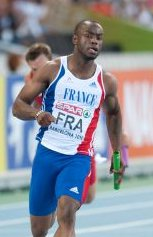
Martial Mbandjock war als Siebter des ersten Viertelfinals deutlich von den Rängen, die zur Halbfinalteilnahme berechtigen, entfernt

25. August 2007, 20:15 Uhr
Wind: +0,8 m/s
| Platz | Name              | Nation              | Zeit (s) |
| ----- | ----------------- | ------------------- | -------- |
| 1     | Asafa Powell      | Jamaika             | 10,01    |
| 2     | Derrick Atkins    | Bahamas             | 10,02    |
| 3     | Matic Osovnikar   | Slowenien           | 10,13 NR |
| 4     | Nobuharu Asahara  | Japan               | 10,16    |
| 5     | Rosario La Mastra | Italien             | 10,32    |
| 6     | Dariusz Kuć       | Polen               | 10,37    |
| 7     | Martial Mbandjock | Frankreich          | 10,39    |
| 8     | Richard Thompson  | Trinidad und Tobago | 10,44    |

### Viertelfinallauf 2

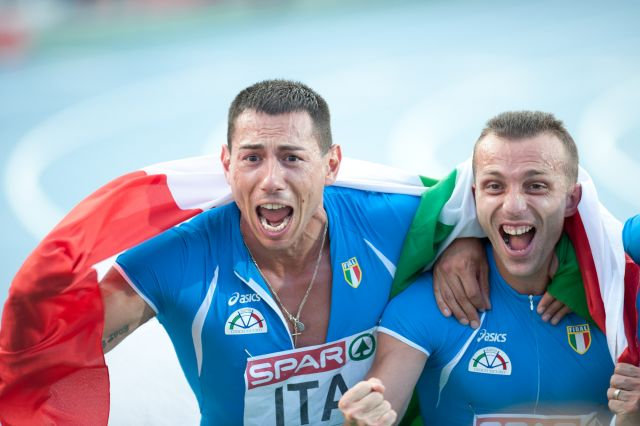
Für Simone Collio (links) reichte es mit Platz fünf im zweiten Viertelfinale nicht ganz ins Semifinale
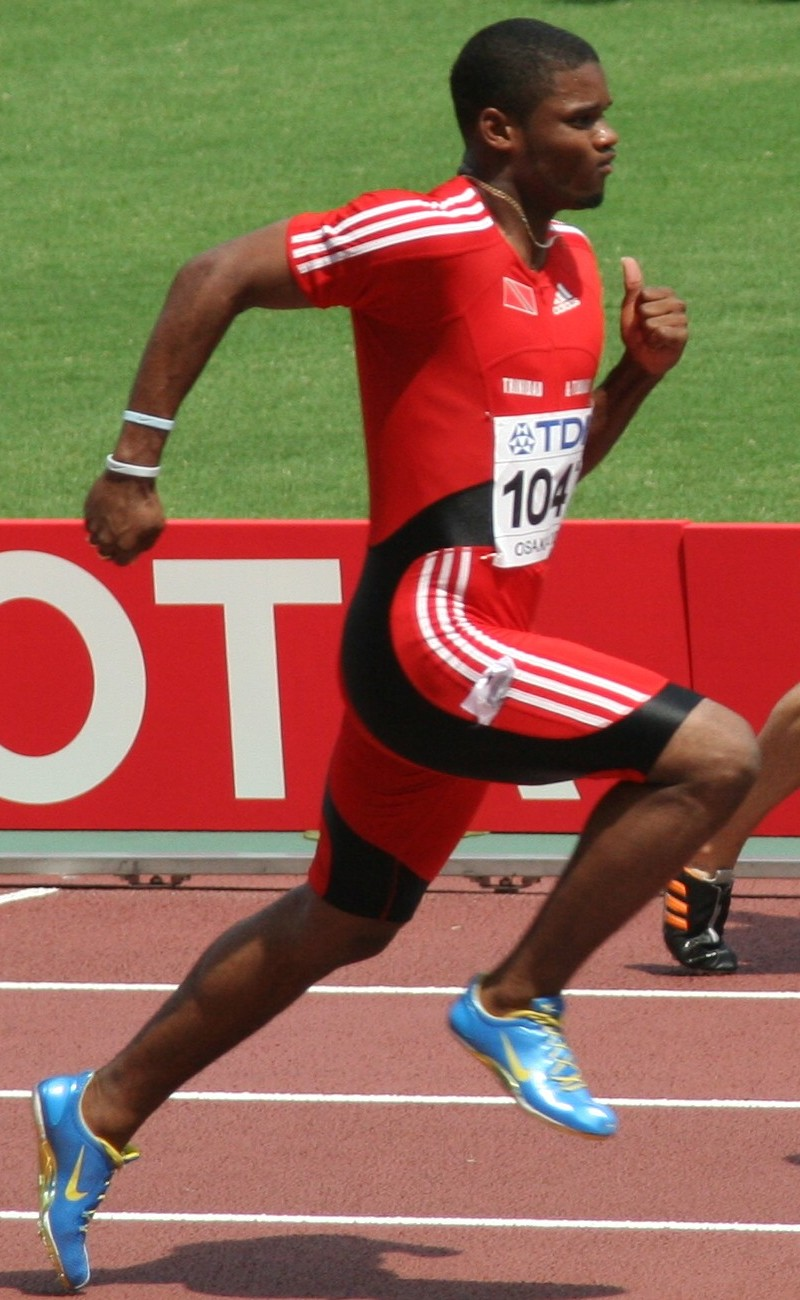
Keston Bledman – als Sechster seines Viertelfinals nicht in der nächsten Runde
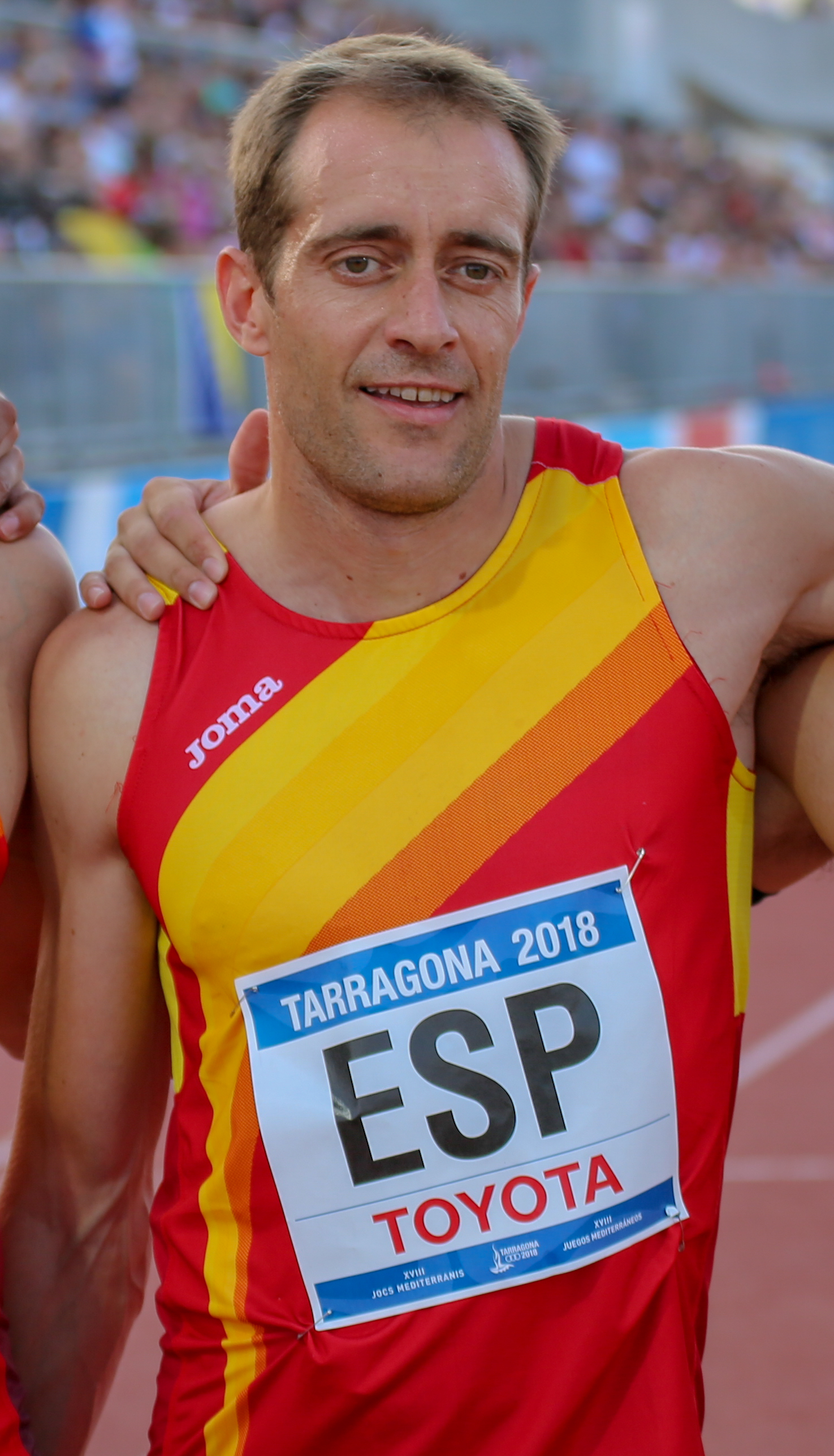
Ángel David Rodríguez scheiterte im Viertelfinale

25. August 2007, 20:21 Uhr
Wind: −0,5 m/s
| Platz | Name                  | Nation              | Zeit (s) |
| ----- | --------------------- | ------------------- | -------- |
| 1     | Tyson Gay             | USA                 | 10,06    |
| 2     | Marlon Devonish       | Großbritannien      | 10,13    |
| 3     | Olusoji Fasuba        | Nigeria             | 10,24    |
| 4     | Clement Campbell      | Jamaika             | 10,28    |
| 5     | Simone Collio         | Italien             | 10,31    |
| 6     | Keston Bledman        | Trinidad und Tobago | 10,33    |
| 7     | Ángel David Rodríguez | Spanien             | 10,39    |
| 8     | Jan Žumer             | Slowenien           | 10,44    |

### Viertelfinallauf 3
25. August 2007, 20:27 Uhr
Wind: −0,6 m/s
| Platz | Name               | Nation                   | Zeit (s) |
| ----- | ------------------ | ------------------------ | -------- |
| 1     | Churandy Martina   | Niederländische Antillen | 10,10    |
| 2     | Mark Lewis-Francis | Großbritannien           | 10,17    |
| 3     | Anson Henry        | Kanada                   | 10,20    |
| 4     | Nesta Carter       | Jamaika                  | 10,23    |
| 5     | J-Mee Samuels      | USA                      | 10,29    |
| 6     | Patrick Johnson    | Australien               | 10,29    |
| 7     | Sherwin Vries      | Südafrika                | 10,36    |
| 8     | Florin Suciu       | Rumänien                 | 10,41    |

### Viertelfinallauf 4

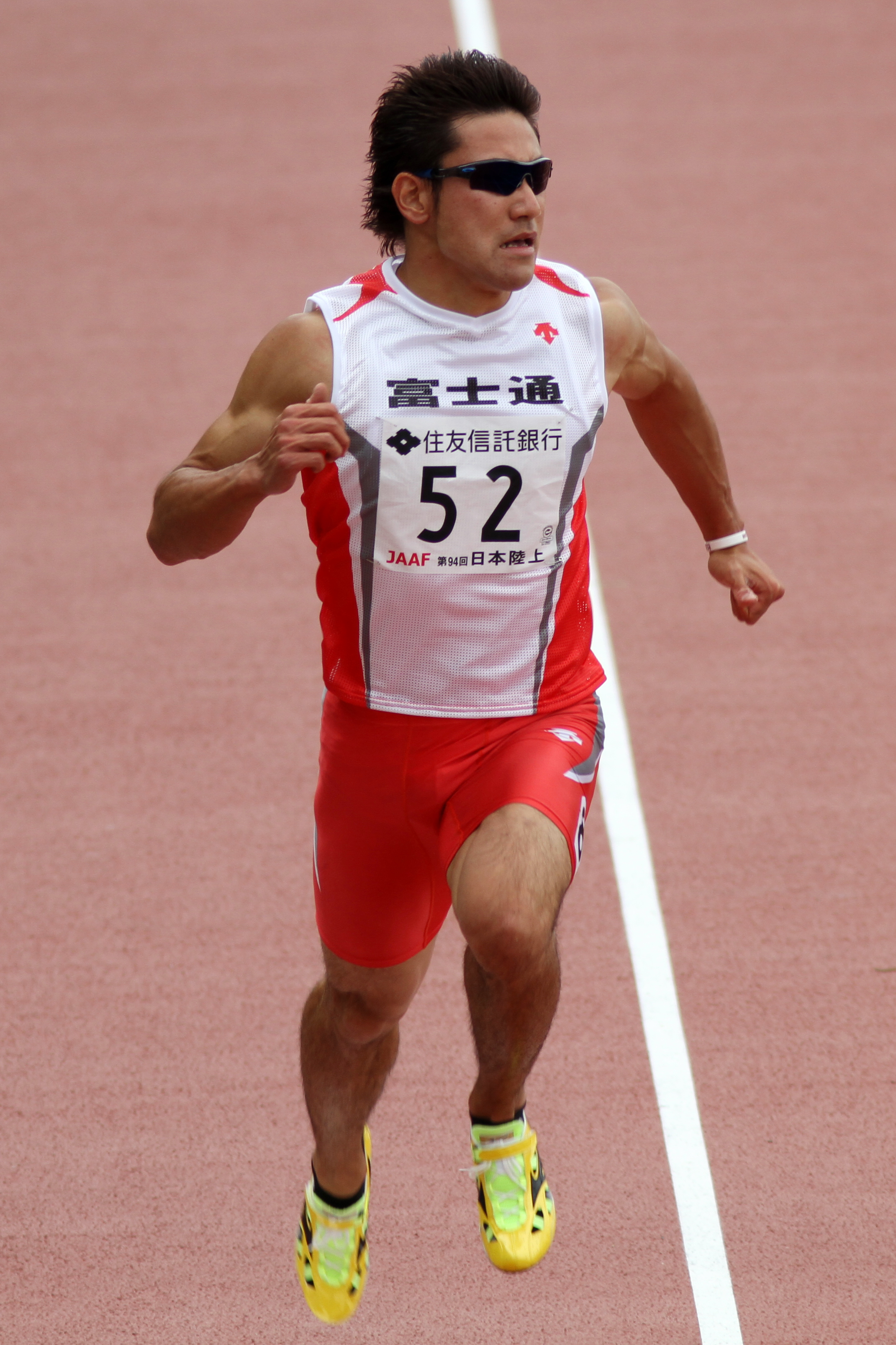
Um eine Hundertstelsekunde verfehlte Naoki Tsukahara den vierten Platz im letzten Viertelfinale und damit auch das Halbfinale

25. August 2007, 20:33 Uhr
Wind: −0,3 m/s
| Platz | Name              | Nation              | Zeit (s) |
| ----- | ----------------- | ------------------- | -------- |
| 1     | Craig Pickering   | Großbritannien      | 10,21    |
| 2     | Marc Burns        | Trinidad und Tobago | 10,21    |
| 3     | Brendan Christian | Antigua und Barbuda | 10,26    |
| 4     | Kim Collins       | St. Kitts und Nevis | 10,30    |
| 5     | Naoki Tsukahara   | Japan               | 10,31    |
| 6     | Vicente de Lima   | Brasilien           | 10,38    |
| 7     | Henry Vizcaíno    | Kuba                | 10,40    |
| 8     | Joshua Ross       | Australien          | 10,42    |

## Halbfinale
Aus den beiden Halbfinalläufen qualifizierten sich die jeweils ersten vier Athleten – hellblau unterlegt – für das Finale.

### Halbfinallauf 1

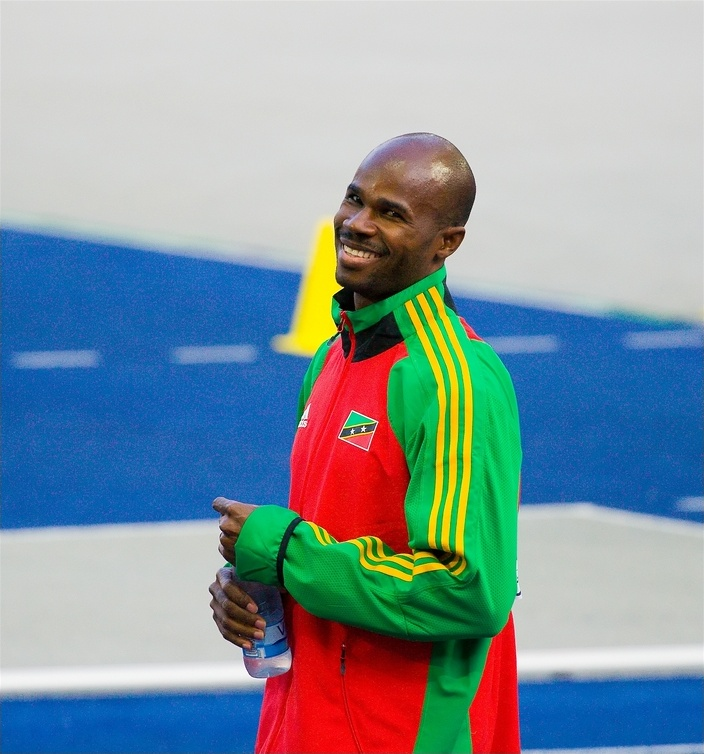
Kim Collins, Weltmeister von 2003, verpasste den Endlauf hauchdünn
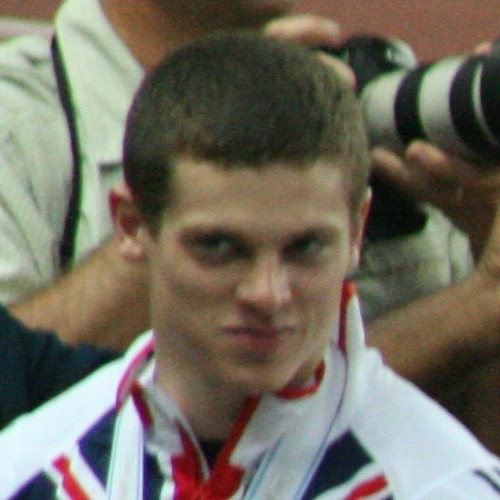
Für Craig Pickering bedeutete das Halbfinale Endstation
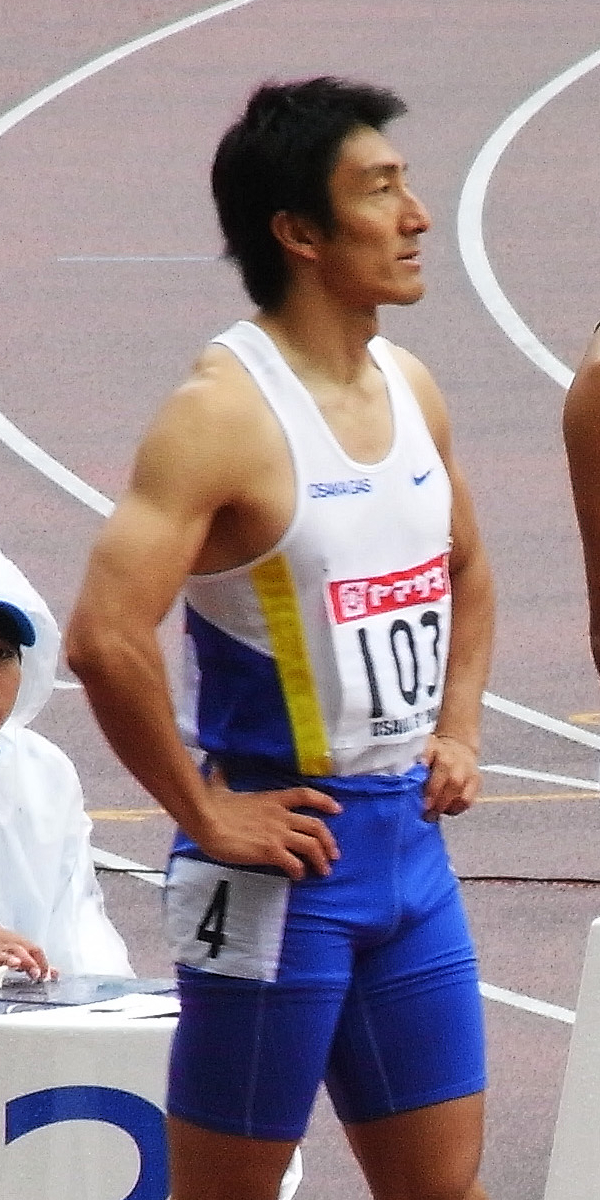
Nobuharu Asahara hatte als Achter in seinem Semifinale keine Chance zur Teilnahme am Finale

26. August 2007, 20:10 Uhr
Wind: +0,3 m/s
| Platz | Name              | Nation              | Zeit (s) |
| ----- | ----------------- | ------------------- | -------- |
| 1     | Derrick Atkins    | Bahamas             | 10,04    |
| 2     | Asafa Powell      | Jamaika             | 10,08    |
| 3     | Matic Osovnikar   | Slowenien           | 10,17    |
| 4     | Marc Burns        | Trinidad und Tobago | 10,21    |
| 5     | Kim Collins       | St. Kitts und Nevis | 10,21    |
| 6     | Craig Pickering   | Großbritannien      | 10,29    |
| 7     | Brendan Christian | Antigua und Barbuda | 10,29    |
| 8     | Nobuharu Asahara  | Japan               | 10,36    |

### Halbfinallauf 2

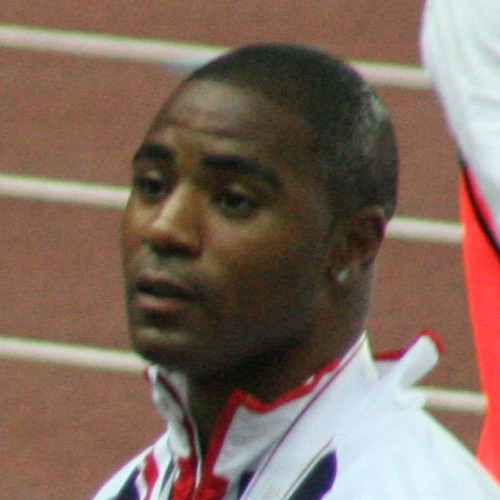
Mark Lewis-Francis fehlte eine Hundertstelsekunde, um als Vierter seines Halbfinales den Endlauf zu erreichen
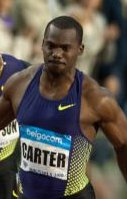
Nesta Carter – Rang sieben im zweiten Halbfinale und damit nicht im Endlauf

26. August 2007, 20:18 Uhr
Wind: +0,1 m/s
| Platz | Name               | Nation                   | Zeit (s) |
| ----- | ------------------ | ------------------------ | -------- |
| 1     | Tyson Gay          | USA                      | 10,00    |
| 2     | Marlon Devonish    | Großbritannien           | 10,12    |
| 3     | Churandy Martina   | Niederländische Antillen | 10,15    |
| 4     | Olusoji Fasuba     | Nigeria                  | 10,18    |
| 5     | Mark Lewis-Francis | Großbritannien           | 10,19    |
| 6     | Anson Henry        | Kanada                   | 10,20    |
| 7     | Nesta Carter       | Jamaika                  | 10,28    |
| 8     | Clement Campbell   | Jamaika                  | 10,28    |

## Finale
26. August 2007, 22:20 Uhr
Wind: −0,5 m/s

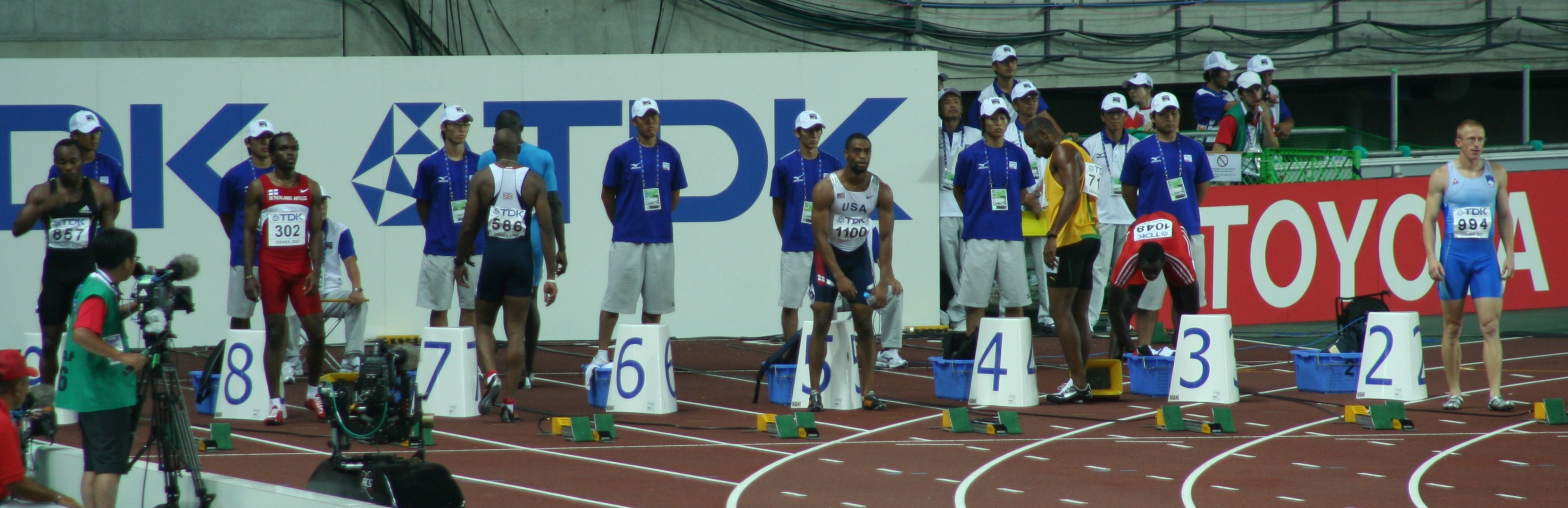
Startvorbereitungen zum 100-Meter-Finale

Das 100-Meter-Finale endete überraschend: Trotz der guten Saisonergebnisse von Tyson Gay war der Weltrekordinhaber Asafa Powell favorisiert. Noch im Halbfinale hatte Powell ganz bewusst Zeit verschenkt und dabei einen sehr guten Eindruck gemacht. Aber auch Gay hatte bei weitgehend gleichmäßig erzielten zehn Sekunden noch Reserven aufgezeigt. Nicht wenige Fachleute erwarteten daher für das Finale einen neuen Weltrekord, was allerdings bei Gegenwind sehr schwierig war.
Während Gay im Endlauf nur mäßig startete und erst am Ende richtig aufkam, war Powell vom Start weg leicht in Führung und konnte diese bis sechzig Meter sogar noch ausbauen. Unerwartet verlor er jedoch im letzten Drittel des Rennens gegenüber dem Rest des Feldes zwei bis drei Meter und lief deutlich enttäuscht über seine Bronzemedaille aufrecht über die Ziellinie.
| Platz | Name             | Nation                   | Zeit (s) |
| ----- | ---------------- | ------------------------ | -------- |
| 1     | Tyson Gay        | USA                      | 09,85    |
| 2     | Derrick Atkins   | Bahamas                  | 09,91 NR |
| 3     | Asafa Powell     | Jamaika                  | 09,96    |
| 4     | Olusoji Fasuba   | Nigeria                  | 10,07    |
| 5     | Churandy Martina | Niederländische Antillen | 10,08    |
| 6     | Marlon Devonish  | Großbritannien           | 10,14    |
| 7     | Matic Osovnikar  | Slowenien                | 10,23    |
| 8     | Marc Burns       | Trinidad und Tobago      | 10,29    |

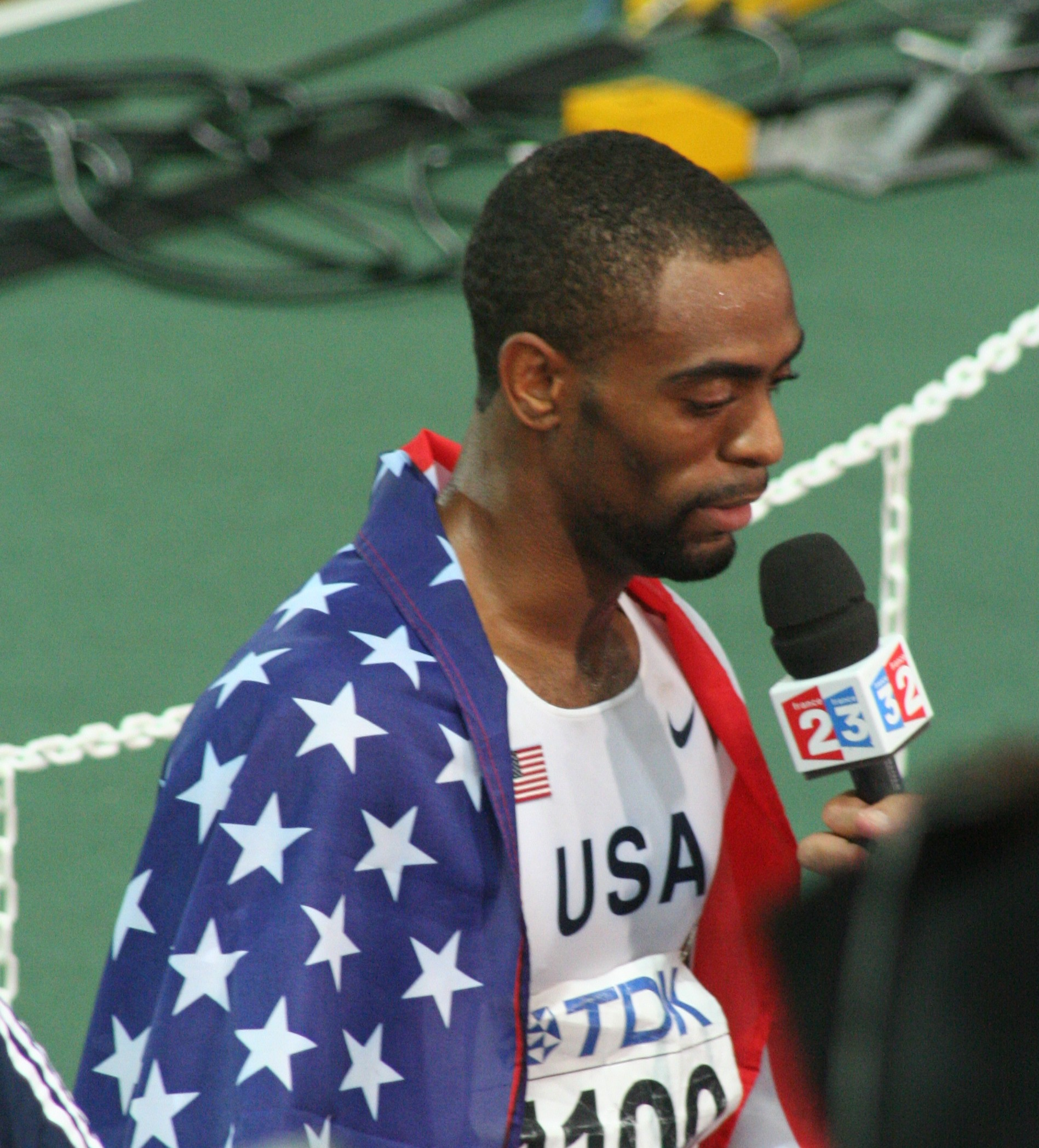
Weltmeister Tyson Gay im Interview – für ihn gab es in den nächsten Tagen noch zwei weitere Titel: über 200 Meter und mit der US-Sprintstaffel
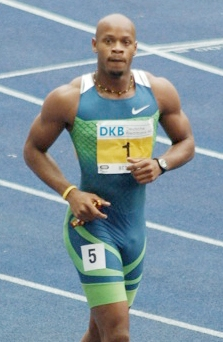
Bronzemedaillengewinner Asafa Powell – als eigentlicher Favorit war er enttäuscht, gewann aber noch Silber mit der 4-mal-100-Meter-Staffel seines Landes
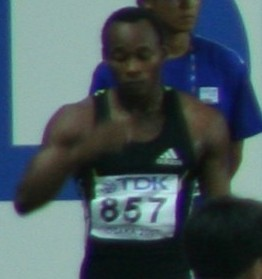
Der viertplatzierte Olusoji Fasuba
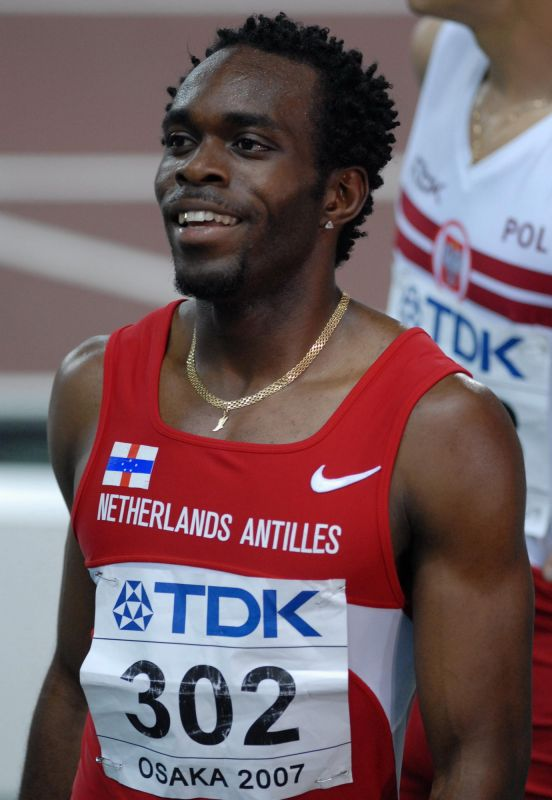
Churandy Martina belegte Rang fünf
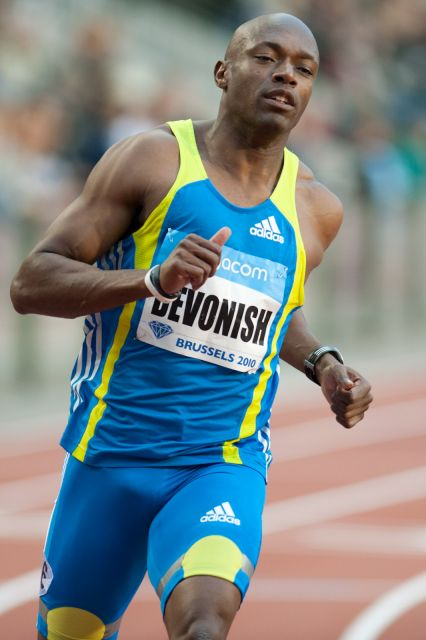
Marlon Devonish kam auf den sechsten Platz
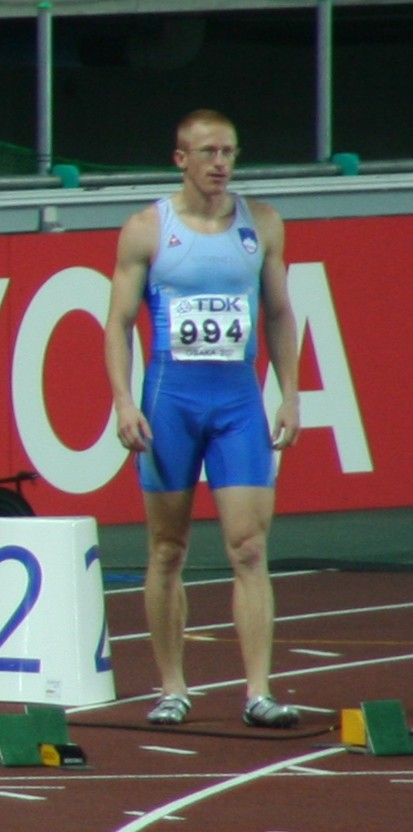
Matic Osovnikar – im Viertelfinale mit slowenischem Landesrekord – wurde Siebter
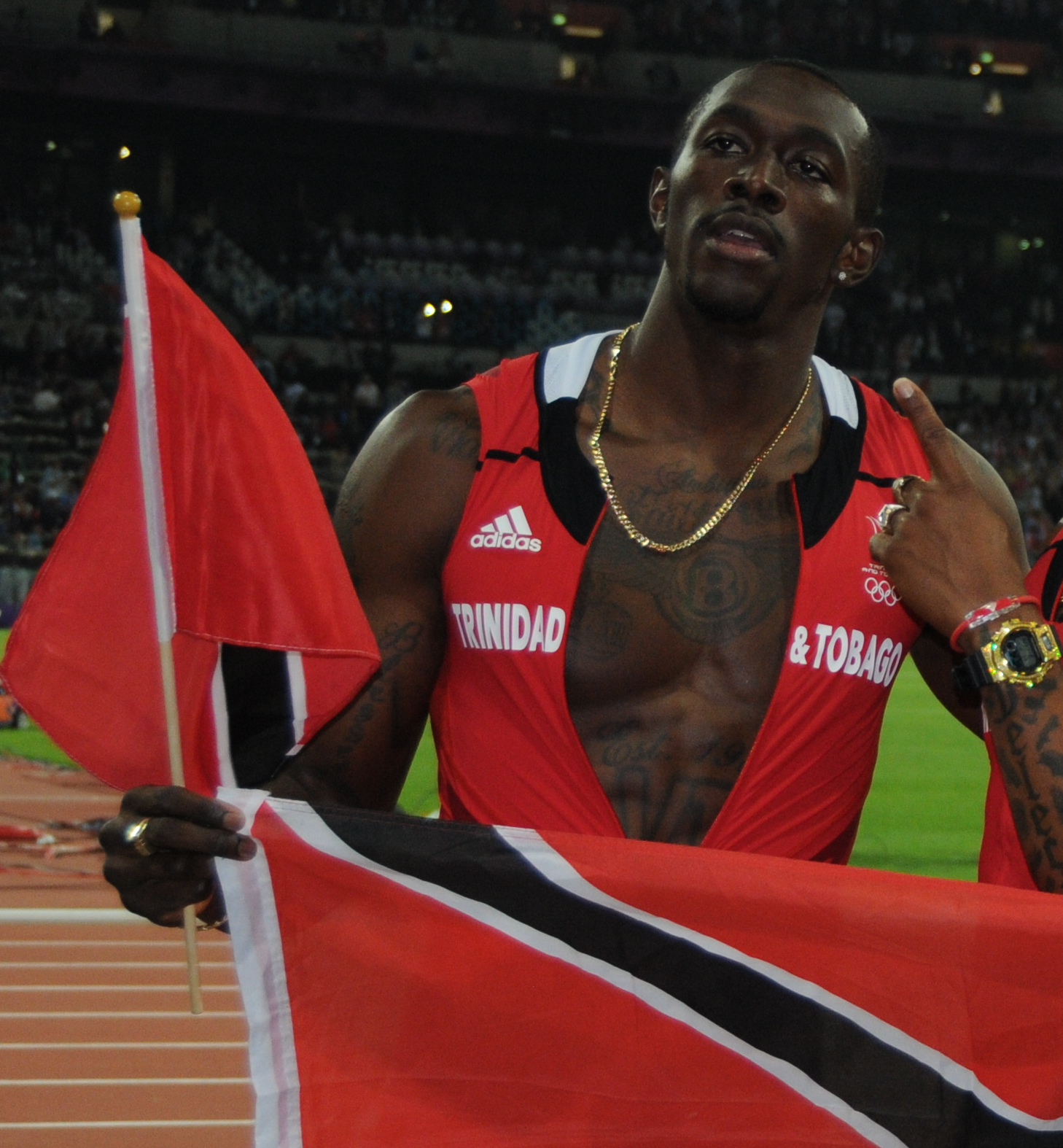
Rang acht für Marc Burns

## Videolinks
- Men's 100m Final 2007 IAAF World Championships, youtube.com, abgerufen am 18. Oktober 2020
- Men's 100m semi-finals - Osaka 2007, youtube.com, abgerufen am 18. Oktober 2020